# Janneke Doolaard
Janneke Doolaard (Amsterdam) is een Nederlandse filmproducent, eigenaar van het productiehuis Keydocs dat sinds 2017 de naam Doxy films draagt.

## Biografie

### Jeugd en opleiding
Doolaard volgde een gymnasiumopleiding aan het Sint Ignatiusgymnasium in Amsterdam en studeerde tussen 1990 en 1997 geschiedenis aan de Universiteit van Amsterdam.

### Loopbaan
Zij begon haar carrière bij Egmond film om historisch onderzoek te doen voor de film Nynke van Pieter Verhoeff, en de documentaire Alles komt ergens van. Zij werd daar uiteindelijk hoofd van de afdeling documentaire die zij daar zelf oprichtte.
In 2009 richtte zij productiehuis KeyDocs op. In Keydocs werkte zij samen met Hanneke Niens en Hans de Wolf. In 2016 vertegenwoordigde zij Nederland als Producer on the Move tijdens het Cannes Film Festival. KeyDocs ging vanaf april 2017 onder leiding van Doolaard verder als Doxy.
Over de documentaire Jesse, over de opkomst van GroenLinks politicus Jesse Klaver bij de Tweede Kamerverkiezingen 2017, kwam veel ophef. De opdrachtgever, BNNVARA, zag af van uitzending op de tv. Doolaard kreeg de rechten op de documentaire terug in ruil voor het bedrag dat BNNVARA had geïnvesteerd in de film. Zij liet de film vertonen in Theater Carré te Amsterdam.
Eind 2017 ontving zij de eerste slatefunding van het filmfonds, een subsidie voor de ontwikkeling van meerdere nieuwe films voor een periode van twee jaar.

## Nevenfuncties en lidmaatschappen
- Bestuurslid van Documentaire Producenten Nederland
- Lid van de European Film Academy
- Raad van Advies van het Documentaire Instituut Amsterdam
- Lid van de Dutch Academy for Film[15]
- Jurylid voor de toekenning van Gouden Kalveren 2019.[16]

## Prijzen
- Eurekaprijs 2015 voor Ik ben Alice.
- Kristallen Film 2015 voor Erbarme dich[17]
- IDFA Award nominatie 2009 en Golden Panda Award voor Diary of a Times Square Thief
- Crystal Film 2011 voor About Canto[5]

## Filmografie
Doolaard maakte onder andere de volgende producties:

- Sisyphus at Work (2020)
- Here We Move Here We Groove (2020)
- Skies Above Hebron (2020)
- Dierbaren (2020)
- Birdland (2020)
- Basmannen (2019)
- De Laatste Tour (2019)
- Onverharde weg naar vrede (2019)
- Camino (2019)[21]
- Dit is je laatste kans (2018)
- The Disciples: A Street Opera (2018), over een daklozenkoor dat een opera instudeert[22]
- Mijn leven is van mij - Pia Douwes (2018)
- Bewaarders (2018), over een gevangenis, het Justitieel Complex Zaanstad[23]
- Het mysterie van de melkrobots (2017)[24]
- Jesse (2017). Teruggetrokken tv-docu. De première was in Carré en 16 Nederlandse bioscopen op 5 september 2017.[25]
- De Erfenis (Daan's Inheritance) (2016)
- Mies gaat naar Hollywood (2016)
- De mooiste marathon (2016)
- Ik ben Alice. Deze documentaire werd in 2015 onderscheiden met de Eurekaprijs van de Nederlandse Organisatie voor Wetenschappelijk Onderzoek.
- Geboren boeren (2015)
- Erbarme Dich - Matthew Passion Stories (2015, Kristallen Film[17])
- Herinnering aan een trieste dageraad (2014)
- Gitaarjongens (2013)
- Heuvel van plezier (2013)
- Mijn geniale broer Harry (2013)
- De sekspolitie (2012)
- De man met 100 kinderen (2012)
- Refugees: Who needs them? (2012)
- Niets blijft (2012), over een buurtwinkel in zuivel in Amsterdam[26]
- Over Canto (2011), over de rol die het muziekstuk Canto Ostinato in het leven van een aantal mensen heeft gespeeld.[27]
- Nadia tikt (2011)
- Wat de kat ziet (2011, nominatie Gouden Kalf)
- This is my picture when I was dead (2010)
- Great lenghts (2010)
- Diary of a Times Square Thief (regie: Klaas Bense, 2008). Deze film kreeg een nominatie voor de IDFA Award[24][28]
- Een aantal biografieën voor Brandpunt Profiel:
  - Linksbuiten (regie: Ramón Gieling, 2008) over Foppe de Haan
  - Meester (regie: Pieter Verhoeff, 2007)
  - De Peiler (regie: Rob Schröder, 2006) over Maurice de Hond ;
  - Het Onzegbare (regie: Pieter Verhoeff, 2008) over Jan Siebelink
- Dutchtouch (regie: Ulrike Helmer, 2006)
- Jeneverkinderen (regie: Ulrike Helmer, 2005)
- Ave Maria (regie: Nouchka van Brakel, 2006)
- Kinderen van Stalin (regie: Harrie Timmermans, 2006)
- Eigen Weg (regie: Pieter Verhoeff, 2002)
- Gerard Thoolen – Alles komt ergens van (regie: Pieter Verhoeff, 2003)